# 奥林匹克运动会男子体操奖牌得主列表
本表列出完整的历届奥林匹克运动会男子体操奖牌获得者名单。

## 竞技体操

### 现举办项目

#### 个人全能
| 届数            | 金牌                              | 银牌                                                                                 | 铜牌                                          |
| 1900 巴黎       | 古斯塔夫·桑德拉 · 法国（FRA）     | 诺埃尔·巴斯 · 法国（FRA）                                                            | 吕西安·德马内 · 法国（FRA）                   |
| 1904 圣路易斯   | 尤利乌斯·伦哈特 · 美国（USA）     | 威廉·韦伯 · 德国（GER）                                                              | 阿道夫·施平勒 · 瑞士（SUI）                   |
| 1908 伦敦       | 阿尔贝托·布拉利亚 · 意大利（ITA） | 沃尔特·泰索尔 · 英国（GBR）                                                          | 路易·塞居拉 · 法国（FRA）                     |
| 1912 斯德哥尔摩 | 阿尔贝托·布拉利亚 · 意大利（ITA） | 路易·塞居拉 · 法国（FRA）                                                            | 阿道夫·图内西 · 意大利（ITA）                 |
| 1920 安特卫普   | 乔治·赞波里 · 意大利（ITA）       | 马尔科·托雷斯 · 法国（FRA）                                                          | 让·古诺 · 法国（FRA）                         |
| 1924 巴黎       | 莱昂·什图凯利 · 南斯拉夫（YUG）   | 罗伯特·普拉扎克 · 捷克斯洛伐克（TCH）                                                | 贝德日赫·舒普奇克 · 捷克斯洛伐克（TCH）       |
| 1928 阿姆斯特丹 | 乔治·米耶 · 瑞士（SUI）           | 赫尔曼·汉吉 · 瑞士（SUI）                                                            | 莱昂·什图凯利 · 南斯拉夫（YUG）               |
| 1932 洛杉矶     | 罗密欧·内里 · 意大利（ITA）       | 派勒·伊什特万 · 匈牙利（HUN）                                                        | 海基·萨沃莱宁 · 芬兰（FIN）                   |
| 1936 柏林       | 阿尔弗雷德·施瓦茨曼 · 德国（GER） | 欧根·马克 · 瑞士（SUI）                                                              | 康拉德·弗赖 · 德国（GER）                     |
| 1948 伦敦       | 韦科·胡赫塔宁 · 芬兰（FIN）       | 瓦尔特·莱曼 · 瑞士（SUI）                                                            | 帕沃·阿尔托宁 · 芬兰（FIN）                   |
| 1952 赫尔辛基   | 维克托·丘卡林 · 苏联（URS）       | Hrant Shahinyan · 苏联（URS）                                                        | 约瑟夫·斯塔尔德 · 瑞士（SUI）                 |
| 1956 墨尔本     | 维克托·丘卡林 · 苏联（URS）       | 小野喬 · 日本（JPN）                                                                 | Yuri Titov · 苏联（URS）                      |
| 1960 罗马       | 鮑里斯·沙赫林 · 苏联（URS）       | 小野喬 · 日本（JPN）                                                                 | Yuri Titov · 苏联（URS）                      |
| 1964 东京       | 遠藤幸雄 · 日本（JPN）            | Viktor Lisitsky · 苏联（URS） · 鮑里斯·沙赫林 · 苏联（URS） · 鹤见修治 · 日本（JPN） | 未颁发                                        |
| 1968 墨西哥城   | 加藤澤男 · 日本（JPN）            | Mikhail Voronin · 苏联（URS）                                                        | 中山彰規 · 日本（JPN）                        |
| 1972 慕尼黑     | 加藤澤男 · 日本（JPN）            | 監物永三 · 日本（JPN）                                                               | 中山彰規 · 日本（JPN）                        |
| 1976 蒙特利尔   | 尼库莱·安德里亚诺夫 · 苏联（URS） | 加藤澤男 · 日本（JPN）                                                               | 塚原光男 · 日本（JPN）                        |
| 1980 莫斯科     | 阿列克桑德·季佳京 · 苏联（URS）   | 尼库莱·安德里亚诺夫 · 苏联（URS）                                                    | Stoyan Deltchev · 保加利亚（BUL）             |
| 1984 洛杉矶     | 具志坚幸司 · 日本（JPN）          | 彼得·维德马 · 美国（USA）                                                            | 李宁 · 中国（CHN）                            |
| 1988 汉城       | Vladimir Artemov · 苏联（URS）    | Valeri Liukin · 苏联（URS）                                                          | Dmitry Bilozerchev · 苏联（URS）              |
| 1992 巴塞罗那   | 维塔里·谢尔博 · 独联体（EUN）     | Grigory Misutin · 独联体（EUN）                                                      | Valery Belenky · 独联体（EUN）                |
| 1996 亚特兰大   | 李小双 · 中国（CHN）              | 阿列克谢·涅莫夫 · 俄罗斯（RUS）                                                      | 维塔里·谢尔博 · 白俄罗斯（BLR）               |
| 2000 悉尼       | 阿列克谢·涅莫夫 · 俄罗斯（RUS）   | 杨威 · 中国（CHN）                                                                   | Oleksandr Beresh · 乌克兰（UKR）              |
| 2004 雅典       | 保罗·哈姆 · 美国（USA）           | 金大恩 · 韩国（KOR）                                                                 | 梁泰荣 · 韩国（KOR）                          |
| 2008 北京       | 杨威 · 中国（CHN）                | 内村航平 · 日本（JPN）                                                               | 伯努瓦·卡拉诺布 · 法国（FRA）                 |
| 2012 伦敦       | 内村航平 · 日本（JPN）            | 马塞尔·阮 · 德国（GER）                                                              | 丹內爾·萊瓦 · 美国（USA）                     |
| 2016 里约热内卢 | 内村航平 · 日本（JPN）            | 奥列格·维尔尼亚耶夫 · 乌克兰（UKR）                                                  | 馬克斯·惠特洛克 · 英国（GBR）                 |
| 2020 东京       | 橋本大輝 · 日本（JPN）            | 肖若腾 · 中国（CHN）                                                                 | 尼基塔·纳戈尔内 · 俄罗斯奥林匹克委员会（ROC） |
| 2024 巴黎       | 冈慎之助 · 日本（JPN）            | 張博恆 · 中国（CHN）                                                                 | 肖若腾 · 中国（CHN）                          |

#### 团体全能
| 届数            | 金牌 | 银牌 | 铜牌 |
| 1904 圣路易斯   | 美国（USA） · 约翰·格里布 · 安顿·海达 · 马克斯·赫斯 · 菲利普·卡塞尔 · 尤利乌斯·伦哈特 · 恩斯特·雷克韦格 | 美国（USA） · 埃米尔·拜尔 · 约翰·比辛格 · 阿瑟·罗森坎普夫 · 朱利安·施米茨 · 奥托·斯特芬 · 马克斯·沃尔夫 | 美国（USA） · 约翰·杜哈 · 查尔斯·克劳斯 · 乔治·迈耶 · 罗伯特·梅萨克 · 菲利普·舒斯特 · 爱德华·西格勒 |
| 1908 伦敦       | 瑞典（SWE） · 约斯塔·奥斯布林克 · 卡尔·贝蒂尔松 · 亚尔马·塞德克罗纳 · 安德烈亚斯·塞尔温 · 鲁道夫·德格马克 · 卡尔·福尔克 · 斯文·福斯曼 · 埃里克·格兰费尔特 · 卡尔·霍勒曼 · 尼尔斯·赫尔斯滕 · 贡纳尔·赫耶尔 · 阿尔维德·霍尔姆贝里 · 卡尔·霍尔姆贝里 · 奥斯瓦尔德·霍尔姆贝里 · 胡戈·扬克 · 约翰·亚伦 · 古斯塔夫·约翰松 · 罗尔夫·约翰松 · 尼尔斯·冯·坎措 · 斯文·兰德贝里 · 奥勒·兰纳 · 阿克塞尔·荣 · 奥斯瓦尔德·莫贝里 · 卡尔·马丁·努尔贝里 · 埃里克·努尔贝里 · 托尔·努尔贝里 · 阿克塞尔·诺林 · 达尼埃尔·诺林 · 约斯塔·奥尔松 · 莱昂纳德·彼得松 · 斯文·罗森 · 古斯塔夫·罗森奎斯特 · 阿克塞尔·舍布卢姆 · 比耶·瑟尔维克 · 哈康·瑟尔维克 · 卡尔-约翰·斯文松 · 卡尔-古斯塔夫·温奎斯特 · 尼尔斯·维德福斯 | 挪威（NOR） · 阿图尔·阿蒙森 · 卡尔·阿尔贝特·安德森 · 奥托·奥森 · 赫尔曼·博内 · 特吕格弗·博耶森 · 奥斯卡·比埃 · 康拉德·卡尔斯鲁德 · 斯韦勒·格勒纳 · 哈拉尔·哈尔沃森 · 哈拉尔·汉森 · 彼得·霍尔 · 欧根·英厄布雷森 · 奥勒·伊韦尔森 · 佩尔·马蒂亚斯·耶斯佩森 · 西居尔·约翰内森 · 尼科莱·希埃尔 · 卡尔·克莱特 · 托尔·拉森 · 罗尔夫·莱夫达尔 · 汉斯·莱姆 · 安德斯·莫恩 · 弗里肖夫·奥尔森 · 卡尔·阿尔弗雷德·彼得森 · 保罗·彼得森 · 西格瓦德·西韦特森 · 约翰·斯克拉塔斯 · 哈拉尔·斯梅德维克 · 安德烈亚斯·斯特兰德 · 奥拉夫·叙韦特森 · 托马斯·托斯滕森 | 芬兰（FIN） · 埃诺·福斯特伦 · 奥托·格兰斯特伦 · 约翰·肯普 · 伊瓦里·屈科斯基 · 海基·莱赫穆斯托 · 约翰·林德罗特 · 于尔约·林科 · 爱德华·林纳 · 马蒂·马尔卡宁 · 卡勒·米科莱宁 · 韦利·涅米宁 · 卡勒·库斯塔·帕西亚 · 阿尔维·波赫扬佩 · 阿尔内·波赫约宁 · 埃诺·赖利奥 · 阿莱·里皮宁 · 阿尔诺·萨里宁 · 埃纳尔·萨尔斯泰因 · 阿尔内·萨洛瓦拉 · 托尔斯滕·桑德林 · 埃利斯·西皮莱 · 维克托·斯梅兹 · 卡洛·索伊尼奥 · 库尔特·斯滕贝里 · 韦伊内·蒂里 · 卡尔·芒努斯·韦格柳斯 |
| 1912 斯德哥尔摩 | 意大利（ITA） · 彼得罗·比安基 · 圭多·博尼 · 阿尔贝托·布拉利亚 · 朱塞佩·多梅尼凯利 · 卡洛·弗雷戈西 · 阿尔弗雷多·戈利尼 · 弗朗切斯科·洛伊 · 路易吉·马约科 · 乔瓦尼·曼詹特 · 洛伦佐·曼詹特 · 塞拉菲诺·马扎罗基 · 圭多·罗马诺 · 保罗·萨尔维 · 卢恰诺·萨沃里尼 · 阿道夫·图内西 · 乔治·赞波里 · 翁贝托·扎诺利尼 · 安杰洛·佐尔齐 | 匈牙利（HUN） · 比滕宾德尔·约瑟夫 · 埃尔德迪·伊姆赖 · 福蒂·绍穆 · 盖莱尔特·伊姆赖 · 哈伯费尔德·哲泽 · 黑尔米希·奥托 · 海尔采格·伊什特万 · 凯赖斯泰希·约瑟夫 · 克迈蒂科·拉约什 · 克里兹毛尼奇·亚诺什 · 帕斯蒂·埃莱梅尔 · 佩代里·阿帕德 · 里蒂希·耶诺 · 叙奇·费伦茨 · 泰里·厄登 · 图利·盖佐 | 英国（GBR） · 艾伯特·贝茨 · 威廉·考惠格 · 悉尼·克罗斯 · 哈里·迪卡森 · 赫伯特·德鲁里 · 伯纳德·富兰克林 · 伦纳德·汉森 · 塞缪尔·霍杰茨 · 查尔斯·勒克 · 威廉·麦丘恩 · 罗纳德·麦克莱恩 · 艾尔弗雷德·梅辛杰 · 亨利·奥伯霍尔泽 · 爱德华·佩珀 · 爱德华·波茨 · 雷金纳德·波茨 · 乔治·罗斯 · 查尔斯·西蒙斯 · 阿瑟·萨瑟恩 · 威廉·蒂特 · 查尔斯·维格斯 · 塞缪尔·沃克 · 约翰·惠特克                                                                                       |
| 1920 安特卫普   | 意大利（ITA） · 阿纳尔多·安德烈奥利 · 埃托雷·贝洛托 · 彼得罗·比安基 · 费尔南多·博纳蒂 · 路易吉·坎比亚索 · 路易吉·孔泰西 · 卡洛·科斯蒂廖洛 · 路易吉·科斯蒂廖洛 · 朱塞佩·多梅尼凯利 · 罗伯托·费拉里 · 卡洛·弗雷戈西 · 罗穆阿尔多·吉廖内 · 安布罗焦·莱瓦蒂 · 弗朗切斯科·洛伊 · 维托里奥·卢凯蒂 · 路易吉·马约科 · 费迪南多·曼德里尼 · 洛伦佐·曼詹特 · 安东尼奥·马罗韦利 · 米凯莱·马斯特罗马里诺 · 朱塞佩·帕里斯 · 曼利奥·帕斯托里尼 · 埃齐奥·罗塞利 · 保罗·萨尔维 · 乔瓦尼·图比诺 · 乔治·赞波里 · 安杰洛·佐尔齐 | 比利时（BEL） · Eugenius Auwerkerken · Théophile Bauer · 弗朗索瓦·克莱森斯 · Augustus Cootmans · Frans Gibens · Albert Haepers · Domien Jacob · Félicien Kempeneers · 朱尔·拉贝厄 · 于贝尔·拉福蒂纳 · 奥古斯特·朗德里厄 · Charles Lannie · 康斯坦·洛里奥 · Nicolaas Moerloos · 费迪南·米纳尔 · Louis Stoop · Jean Van Guysse · Alphonse Van Mele · 弗朗索瓦·韦博旺 · 让·韦博旺 · 朱利安·韦尔东克 · 约瑟夫·韦斯特拉唐 · 乔治·维韦 · Julianus Wagemans                                                                                         | 法国（FRA） · 乔治·贝尔热 · 埃米尔·布谢斯 · 勒内·布朗热 · 阿尔弗雷德·比耶纳 · 欧仁·科多尼耶 · 莱昂·德尔萨特 · 吕西安·德马内 · 保罗·迪兰 · 维克托·迪旺 · 费尔南·福科尼耶 · 阿蒂尔·埃尔曼 · 阿尔贝·埃尔苏瓦 · 阿方斯·伊热兰 · 奥古斯特·厄尔 · 路易·肯普 · 乔治·拉古热 · 保兰·勒迈尔 · 埃内斯特·莱斯皮纳斯 · 埃米尔·马特尔 · 朱尔·皮拉尔 · 欧仁·波莱 · 乔治·图恩埃尔 · 马尔科·托雷斯 · 弗朗索瓦·瓦尔克 · 朱利安·瓦泰勒 · 保罗·瓦泰勒                           |
| 1924 巴黎       | 意大利（ITA） · 路易吉·坎比亚索 · 马里奥·莱尔托拉 · 维托里奥·卢凯蒂 · 路易吉·马约科 · 费迪南多·曼德里尼 · 弗朗切斯科·马蒂诺 · 朱塞佩·帕里斯 · 乔治·赞波里 | 法国（FRA） · 欧仁·科多尼耶 · 莱昂·德尔萨特 · 弗朗索瓦·冈格洛夫 · 让·古诺 · 阿蒂尔·埃尔曼 · 阿方斯·伊热兰 · 约瑟夫·于贝 · 阿尔贝·塞甘 | 瑞士（SUI） · 汉斯·格里德 · 奥古斯特·居廷格尔 · Jean Gutweninger · 乔治·米耶 · 奥托·普菲斯特 · Antoine Rebetez · 卡尔·威德默 · 约瑟夫·威廉 |
| 1928 阿姆斯特丹 | 瑞士（SUI） · 汉斯·格里德 · 奥古斯特·居廷格尔 · 赫尔曼·汉吉 · 欧根·马克 · 乔治·米耶 · 奥托·普菲斯特 · 爱德华·施泰内曼 · 梅尔希奥·韦策尔 | 捷克斯洛伐克（TCH） · 约瑟夫·埃芬贝格尔 · 扬·盖多什 · 扬·考特尼 · 埃马努埃尔·勒夫勒 · 贝德日赫·舒普奇克 · 拉吉斯拉夫·季卡尔 · 拉吉斯拉夫·瓦哈 · 瓦茨拉夫·韦塞利 | 南斯拉夫（YUG） · 爱德华·安托谢维奇 · 德拉古廷·乔蒂 · 斯塔内·德尔甘茨 · 鲍里斯·格雷戈尔卡 · 安东·马莱伊 · 亚内兹·波伦塔 · 约瑟普·普里莫日奇 · 莱昂·什图凯利 |
| 1932 洛杉矶     | 意大利（ITA） · 奥雷斯特·卡普佐 · 萨维诺·古列尔梅蒂 · 马里奥·莱尔托拉 · 罗密欧·内里 · 佛朗哥·托尼尼 | 美国（USA） · 弗兰克·豪博尔德 · 弗兰克·库米斯基 · 阿尔·约基姆 · 弗雷德·迈耶 · 迈克尔·舒勒 | 芬兰（FIN） · 毛里·诺罗马 · 伊尔马里·帕卡里宁 · 海基·萨沃莱宁 · 埃伊纳里·泰雷斯维尔塔 · 马尔蒂·沃西基宁 |
| 1936 柏林       | 德国（GER） · 弗朗茨·贝克特 · 康拉德·弗赖 · 阿尔弗雷德·施瓦茨曼 · 维利·施塔德尔 · 因诺岑茨·施坦格尔 · 瓦尔特·斯特芬斯 · 马蒂亚斯·福尔茨 · 恩斯特·温特 | 瑞士（SUI） · 瓦尔特·巴赫 · 阿尔贝特·巴赫曼 · 瓦尔特·贝克 · 欧根·马克 · 乔治·米耶 · 米夏埃尔·罗伊施 · 爱德华·施泰内曼 · 约瑟夫·瓦尔特 | 芬兰（FIN） · 毛里·诺罗马 · 伊尔马里·帕卡里宁 · 亚历山泰里·萨尔瓦拉 · 海基·萨沃莱宁 · 埃萨·塞斯特 · 埃伊纳里·泰雷斯维尔塔 · 埃诺·图基艾宁 · 马尔蒂·沃西基宁 |
| 1948 伦敦       | 芬兰（FIN） · 帕沃·阿尔托宁 · 韦科·胡赫塔宁 · 卡莱维·莱蒂宁 · 奥拉维·罗韦 · 亚历山泰里·萨尔瓦拉 · 苏洛·萨尔米 · 海基·萨沃莱宁 · 埃伊纳里·泰雷斯维尔塔 | 瑞士（SUI） · 卡尔·弗赖 · 克里斯蒂安·基普费尔 · 瓦尔特·莱曼 · Robert Lucy · 米夏埃尔·罗伊施 · 约瑟夫·斯塔尔德 · Emil Studer · Melchior Thalmann | 匈牙利（HUN） · 鲍劳尼奥伊·拉斯洛 · 费克特·约瑟夫 · 莫焦罗希·哲泽 · 莫焦罗希-克伦茨·亚诺什 · 保陶基·费伦茨 · 尚陶·拉约什 · 托特·拉约什 · 瓦尔克伊·费伦茨 |
| 1952 赫尔辛基   | 苏联（URS） · Vladimir Belyakov · Iosif Berdiev · 维克托·丘卡林 · Yevgeny Korolkov · Dmytro Leonkin · Valentin Muratov · Mikhail Perlman · Hrant Shahinyan | 瑞士（SUI） · Hans Eugster · Ernst Fivian · Ernst Gebendinger · Jack Günthard · Hans Schwarzentruber · 约瑟夫·斯塔尔德 · Melchior Thalmann · Jean Tschabold | 芬兰（FIN） · 帕沃·阿尔托宁 · 卡莱维·莱蒂宁 · 翁尼·拉帕莱宁 · 凯诺·伦皮宁 · 贝恩特·林德福什 · 奥拉维·罗韦 · 海基·萨沃莱宁 · 卡莱维·维斯卡里 |
| 1956 墨尔本     | 苏联（URS） · Albert Azaryan · 维克托·丘卡林 · Valentin Muratov · 鮑里斯·沙赫林 · Pavel Stolbov · Yuri Titov | 日本（JPN） · 相原信行 · 河野昭 · 久保田正躬 · 小野喬 · 竹本正男 · 冢胁伸作 | 芬兰（FIN） · 拉伊莫·海诺宁 · 奥拉维·莱穆维尔塔 · 翁尼·拉帕莱宁 · 贝恩特·林德福什 · 马尔蒂·曼西卡 · 卡莱维·索涅米 |
| 1960 罗马       | 日本（JPN） · 相原信行 · 遠藤幸雄 · 三栗崇 · 小野喬 · 竹本正男 · 鹤见修治 | 苏联（URS） · Albert Azaryan · Valery Kerdemilidi · Nikolai Miligulo · Vladimir Portnoi · 鮑里斯·沙赫林 · Yuri Titov | 意大利（ITA） · 乔瓦尼·卡尔米努奇 · 帕斯夸莱·卡尔米努奇 · 詹弗兰科·马尔佐拉 · 佛朗哥·梅尼凯利 · 奥兰多·波尔莫纳里 · 安杰洛·维卡尔迪 |
| 1964 东京       | 日本（JPN） · 遠藤幸雄 · 早田卓次 · 三栗崇 · 小野喬 · 鹤见修治 · 山下治广 | 苏联（URS） · Sergey Diomidov · Viktor Leontyev · Viktor Lisitsky · 鮑里斯·沙赫林 · Yuri Titov · Yury Tsapenko | 德国联队（EUA） · 西格弗里德·菲勒 · 菲利普·菲尔斯特 · 埃尔温·科佩 · 克劳斯·克斯特 · 金特·吕斯 · 彼得·韦伯 |
| 1968 墨西哥城   | 日本（JPN） · 遠藤幸雄 · 加藤澤男 · 加藤武司 · 監物永三 · 中山彰規 · 塚原光男 | 苏联（URS） · Sergey Diomidov · Valery Iljinykh · Valery Karasev · Viktor Klimenko · Victor Lisitsky · Mikhail Voronin | 东德（GDR） · 金特·拜尔 · 马蒂亚斯·布雷梅 · 格哈德·迪特里希 · 西格弗里德·菲勒 · 克劳斯·克斯特 · 彼得·韦伯 |
| 1972 慕尼黑     | 日本（JPN） · 笠松茂 · 加藤澤男 · 監物永三 · 中山彰規 · 冈村辉一 · 塚原光男 | 苏联（URS） · 尼库莱·安德里亚诺夫 · Viktor Klimenko · Alexander Maleev · Edvard Mikaelian · Vladimir Schukin · Mikhail Voronin | 东德（GDR） · 马蒂亚斯·布雷梅 · 沃尔夫冈·克洛茨 · 克劳斯·克斯特 · 于尔根·佩克 · 赖因哈德·里希利 · 沃尔夫冈·蒂内 |
| 1976 蒙特利尔   | 日本（JPN） · 藤本俊 · 五十岚久人 · 梶山广司 · 加藤澤男 · 監物永三 · 塚原光男 | 苏联（URS） · 尼库莱·安德里亚诺夫 · 阿列克桑德·季佳京 · Gennady Krysin · Vladimir Marchenko · Vladimir Markelov · Vladimir Tikhonov | 东德（GDR） · 罗兰·布吕克纳 · 赖纳·汉施克 · 贝恩德·耶格尔 · 沃尔夫冈·克洛茨 · 卢茨·马克 · 米夏埃尔·尼古拉 |
| 1980 莫斯科     | 苏联（URS） · 尼库莱·安德里亚诺夫 · Eduard Azaryan · 阿列克桑德·季佳京 · Bohdan Makuts · Vladimir Markelov · 亚历山大·瓦希里耶维奇·特卡切夫 | 东德（GDR） · 拉尔夫-彼得·赫曼 · 卢茨·霍夫曼 · 卢茨·马克 · 米夏埃尔·尼古拉 · 安德烈亚斯·布龙斯特 · 罗兰·布吕克纳 | 匈牙利（HUN） · 多纳特·费伦茨 · 古措吉·哲尔吉 · 凯莱门·佐尔坦 · 科瓦奇·彼得 · 毛焦尔·佐尔坦 · 瓦莫什·伊什特万 |
| 1984 洛杉矶     | 美国（USA） · 巴特·康纳 · 蒂姆·达格特 · 米奇·盖洛德 · 吉姆·哈通 · 斯科特·约翰逊 · 彼得·维德马 | 中国（CHN） · 李宁 · 李小平 · 李月久 · 楼云 · 童非 · 许志强 | 日本（JPN） · 具志坚幸司 · 平田伦敏 · 梶谷信之 · 森末慎二 · 外村康二 · 山脇恭二 |
| 1988 汉城       | 苏联（URS） · Vladimir Artemov · Dmitry Bilozerchev · Vladimir Gogoladze · Sergey Kharkov · Valeri Liukin · Vladimir Nouvikov | 东德（GDR） · 霍尔格·贝伦特 · 拉尔夫·比希纳 · 乌尔夫·霍夫曼 · 西尔维奥·克罗尔 · 斯文·蒂佩尔特 · 安德烈亚斯·韦克 | 日本（JPN） · 池谷幸雄 · 小西裕之 · 水島宏一 · 西川大辅 · 佐藤寿治 · 山田隆弘 |
| 1992 巴塞罗那   | 独联体（EUN） · Valery Belenky · Ihor Korobchynskyi · Hrihoriy Misyutin · 维塔里·谢尔博 · Rustam Sharipov · Aleksey Voropayev | 中国（CHN） · 国林耀 · 李春阳 · 李大双 · 李舸 · 李敬 · 李小双 | 日本（JPN） · 相原丰 · 知念孝 · 畠田好章 · 池谷幸雄 · 松永政行 · 西川大辅 |
| 1996 亚特兰大   | 俄罗斯（RUS） · Sergey Kharkov · Nikolai Kryukov · 阿列克谢·涅莫夫 · Yevgeni Podgorny · Dmitri Trush · Dmitri Vasilenko · Aleksey Voropayev | 中国（CHN） · 范斌 · 范红斌 · 黄华东 · 黄力平 · 李小双 · 沈剑 · 张津京 | 乌克兰（UKR） · Ihor Korobchynskyi · Oleg Kosiak · Hrihoriy Misyutin · Vladimir Shamenko · Rustam Sharipov · Olexander Svitlichni · Yuri Yermakov |
| 2000 悉尼       | 中国（CHN） · 黄旭 · 李小鹏 · 肖俊峰 · 邢傲伟 · 杨威 · 郑李辉 | 乌克兰（UKR） · Alexander Beresch · Valeriy Honcharov · Ruslan Mezentsev · Valeri Pereshkura · Olexander Svitlichni · Roman Zozulya | 俄罗斯（RUS） · Maxim Aleshin · Alexei Bondarenko · Dmitri Drevin · Nikolai Kryukov · 阿列克谢·涅莫夫 · Yevgeni Podgorny |
| 2004 雅典       | 日本（JPN） · 鹿岛丈博 · 水鸟寿思 · 中野大辅 · 富田洋之 · 塚原直也 · 米田功 | 美国（USA） · 贾森·加特森 · 摩根·哈姆 · 保罗·哈姆 · 布雷特·麦克卢尔 · 布莱恩·威尔逊 · 蓋德·揚 | 罗马尼亚（ROU） · 马里安·德勒古列斯库 · 达尼埃尔·波佩斯库 · 达恩·波特拉 · 勒兹万·谢拉留 · 伊万·西尔维乌·苏丘 · 马里乌斯·乌尔济克 |
| 2008 北京       | 中国（CHN） · 陈一冰 · 黄旭 · 李小鹏 · 肖钦 · 杨威 · 邹凯 | 日本（JPN） · 鹿岛丈博 · 中濑卓也 · 沖口誠 · 坂本功贵 · 富田洋之 · 内村航平 | 美国（USA） · 亚历山大·阿蒂梅夫 · 拉杰·巴夫萨尔 · 乔伊·哈格迪 · 乔纳森·霍顿 · 贾斯廷·斯普林 · 谭凯文 |
| 2012 伦敦       | 中国（CHN） · 陈一冰 · 冯喆 · 郭伟阳 · 张成龙 · 邹凯 | 日本（JPN） · 加藤凌平 · 田中和仁 · 田中佑典 · 内村航平 · 山室光史 | 英国（GBR） · 山姆·歐德漢姆 · 丹尼爾·普爾維斯 · 路易斯·史密斯 · 克里斯蒂安·托馬斯 · 馬克斯·惠特洛克 |
| 2016 里约热内卢 | 日本（JPN） · 白井健三 · 田中佑典 · 山室光史 · 内村航平 · 加藤凌平 | 俄罗斯（RUS） · 丹尼斯·阿布利亚津 · 达维德·别利亚夫斯基 · 伊万·斯特列托维奇 · 尼古莱·库克先科夫 · 尼基塔·纳戈尔内 | 中国（CHN） · 邓书弟 · 林超攀 · 刘洋 · 尤浩 · 张成龙 |
| 2020 东京       | 俄罗斯奥林匹克委员会（ROC） · 丹尼斯·阿布利亚津 · 达维德·别利亚夫斯基 · 阿尔图尔·达拉洛扬 · 尼基塔·纳戈尔内 | 日本（JPN） · 橋本大輝 · 萱和磨 · 北園丈琉 · 谷川航 | 中国（CHN） · 林超攀 · 孙炜 · 肖若腾 · 邹敬园 |
| 2024 巴黎       | 日本（JPN） · 橋本大輝 · 萱和磨 · 岡慎之助 · 杉野正堯 · 谷川航 | 中国（CHN） · 劉洋 · 蘇煒德 · 肖若騰 · 張博恆 · 鄒敬園 | 美国（USA） · 湯健華 · 保罗·朱达 · 斯蒂芬·内多罗西克 · 弗雷德·理查德 |

#### 自由体操
| 届数            | 金牌                                  | 银牌                                                                             | 铜牌                                                    |
| 1932 洛杉矶     | 派勒·伊什特万 · 匈牙利（HUN）         | 乔治·米耶 · 瑞士（SUI）                                                          | 马里奥·莱尔托拉 · 意大利（ITA）                         |
| 1936 柏林       | 乔治·米耶 · 瑞士（SUI）               | 约瑟夫·瓦尔特 · 瑞士（SUI）                                                      | 康拉德·弗赖 · 德国（GER） · 欧根·马克 · 瑞士（SUI）     |
| 1948 伦敦       | 保陶基·费伦茨 · 匈牙利（HUN）         | 莫焦罗希-克伦茨·亚诺什 · 匈牙利（HUN）                                           | 兹德涅克·鲁日奇卡 · 捷克斯洛伐克（TCH）                 |
| 1952 赫尔辛基   | 威廉·托雷松 · 瑞典（SWE）             | 耶日·约凯尔 · 波兰（POL） · 上迫忠夫 · 日本（JPN）                               | 未颁发                                                  |
| 1956 墨尔本     | Valentin Muratov · 苏联（URS）        | 相原信行 · 日本（JPN） · 维克托·丘卡林 · 苏联（URS） · 威廉·托雷松 · 瑞典（SWE） | 未颁发                                                  |
| 1960 罗马       | 相原信行 · 日本（JPN）                | Yuri Titov · 苏联（URS）                                                         | 佛朗哥·梅尼凯利 · 意大利（ITA）                         |
| 1964 东京       | 佛朗哥·梅尼凯利 · 意大利（ITA）       | 遠藤幸雄 · 日本（JPN） · Viktor Lisitsky · 苏联（URS）                           | 未颁发                                                  |
| 1968 墨西哥城   | 加藤澤男 · 日本（JPN）                | 中山彰規 · 日本（JPN）                                                           | 加藤武司 · 日本（JPN）                                  |
| 1972 慕尼黑     | 尼库莱·安德里亚诺夫 · 苏联（URS）     | 中山彰規 · 日本（JPN）                                                           | 笠松茂 · 日本（JPN）                                    |
| 1976 蒙特利尔   | 尼库莱·安德里亚诺夫 · 苏联（URS）     | Vladimir Marchenko · 苏联（URS）                                                 | Peter Kormann · 美国（USA）                             |
| 1980 莫斯科     | 罗兰·布吕克纳 · 东德（GDR）           | 尼库莱·安德里亚诺夫 · 苏联（URS）                                                | 阿列克桑德·季佳京 · 苏联（URS）                         |
| 1984 洛杉矶     | 李宁 · 中国（CHN）                    | 楼云 · 中国（CHN）                                                               | 外村康二 · 日本（JPN） · Philippe Vatuone · 法国（FRA） |
| 1988 汉城       | Sergei Kharkov · 苏联（URS）          | Vladimir Artemov · 苏联（URS）                                                   | 池谷幸雄 · 日本（JPN） · 楼云 · 中国（CHN）             |
| 1992 巴塞罗那   | 李小双 · 中国（CHN）                  | 池谷幸雄 · 日本（JPN） · Hrihoriy Misyutin · 独联体（EUN）                       | 未颁发                                                  |
| 1996 亚特兰大   | 扬尼斯·梅利萨尼季斯 · 希腊（GRE）     | 李小双 · 中国（CHN）                                                             | 阿列克谢·涅莫夫 · 俄罗斯（RUS）                         |
| 2000 悉尼       | Igors Vihrovs · 拉脱维亚（LAT）       | 阿列克谢·涅莫夫 · 俄罗斯（RUS）                                                  | Yordan Yovchev · 保加利亚（BUL）                        |
| 2004 雅典       | Kyle Shewfelt · 加拿大（CAN）         | 马里安·德勒古列斯库 · 罗马尼亚（ROU）                                            | Yordan Yovchev · 保加利亚（BUL）                        |
| 2008 北京       | 邹凯 · 中国（CHN）                    | Gervasio Deferr · 西班牙（ESP）                                                  | 安東·戈洛楚茨科夫 · 俄罗斯（RUS）                       |
| 2012 伦敦       | 邹凯 · 中国（CHN）                    | 内村航平 · 日本（JPN）                                                           | 丹尼斯·阿布利亚津 · 俄罗斯（RUS）                       |
| 2016 里约热内卢 | 馬克斯·惠特洛克 · 英国（GBR）         | 迭戈·伊波利托 · 巴西（BRA）                                                      | 阿图尔·马里亚诺 · 巴西（BRA）                           |
| 2020 东京       | 阿尔乔姆·多尔戈皮亚特 · 以色列（ISR） | 拉伊德莱·萨帕塔 · 西班牙（ESP）                                                  | 肖若腾 · 中国（CHN）                                    |
| 2024 巴黎       | 卡洛斯·埃德里尔·尤洛 · 菲律宾（PHI）  | 阿爾喬姆·多爾戈皮亞特 · 以色列（ISR）                                            | 傑克·賈曼 · 英国（GBR）                                 |

#### 单杠
| 届数            | 金牌                                                         | 银牌                                                              | 铜牌                                                                                   |
| 1896 雅典       | 赫尔曼·魏因加特纳 · 德国（GER）                              | 阿尔弗雷德·弗拉托 · 德国（GER）                                   | 未颁发                                                                                 |
| 1900 巴黎       | 该届奥运未举办该项目                                         | 该届奥运未举办该项目                                              | 该届奥运未举办该项目                                                                   |
| 1904 圣路易斯   | 安顿·海达 · 美国（USA） · 爱德华·亨尼希 · 美国（USA）        | 未颁发                                                            | 乔治·埃泽 · 美国（USA）                                                                |
| 1908–1920       | 期间未举办该项目                                             | 期间未举办该项目                                                  | 期间未举办该项目                                                                       |
| 1924 巴黎       | 莱昂·什图凯利 · 南斯拉夫（YUG）                              | Jean Gutweninger · 瑞士（SUI）                                    | 阿方斯·伊热兰 · 法国（FRA）                                                            |
| 1928 阿姆斯特丹 | 乔治·米耶 · 瑞士（SUI）                                      | 罗密欧·内里 · 意大利（ITA）                                       | 欧根·马克 · 瑞士（SUI）                                                                |
| 1932 洛杉矶     | 达拉斯·比克斯勒 · 美国（USA）                                | 海基·萨沃莱宁 · 芬兰（FIN）                                       | 埃伊纳里·泰雷斯维尔塔 · 芬兰（FIN）                                                    |
| 1936 柏林       | 亚历山泰里·萨尔瓦拉 · 芬兰（FIN）                            | 康拉德·弗赖 · 德国（GER）                                         | 阿尔弗雷德·施瓦茨曼 · 德国（GER）                                                      |
| 1948 伦敦       | 约瑟夫·斯塔尔德 · 瑞士（SUI）                                | 瓦尔特·莱曼 · 瑞士（SUI）                                         | 韦科·胡赫塔宁 · 芬兰（FIN）                                                            |
| 1952 赫尔辛基   | Jack Günthard · 瑞士（SUI）                                  | 阿尔弗雷德·施瓦茨曼 · 德国（GER） · 约瑟夫·斯塔尔德 · 瑞士（SUI） | 未颁发                                                                                 |
| 1956 墨尔本     | 小野喬 · 日本（JPN）                                         | Yuri Titov · 苏联（URS）                                          | 竹本正男 · 日本（JPN）                                                                 |
| 1960 罗马       | 小野喬 · 日本（JPN）                                         | 竹本正男 · 日本（JPN）                                            | 鮑里斯·沙赫林 · 苏联（URS）                                                            |
| 1964 东京       | 鮑里斯·沙赫林 · 苏联（URS）                                  | Yuri Titov · 苏联（URS）                                          | 米罗斯拉夫·采拉尔 · 南斯拉夫（YUG）                                                    |
| 1968 墨西哥城   | 中山彰規 · 日本（JPN） · Mikhail Voronin · 苏联（URS）       | 未颁发                                                            | 監物永三 · 日本（JPN）                                                                 |
| 1972 慕尼黑     | 塚原光男 · 日本（JPN）                                       | 加藤澤男 · 日本（JPN）                                            | 笠松茂 · 日本（JPN）                                                                   |
| 1976 蒙特利尔   | 塚原光男 · 日本（JPN）                                       | 監物永三 · 日本（JPN）                                            | 埃伯哈德·京格 · 西德（FRG）                                                            |
| 1980 莫斯科     | Stoyan Deltchev · 保加利亚（BUL）                            | 阿列克桑德·季佳京 · 苏联（URS）                                   | 尼库莱·安德里亚诺夫 · 苏联（URS）                                                      |
| 1984 洛杉矶     | 森末慎二 · 日本（JPN）                                       | 童非 · 中国（CHN）                                                | 具志坚幸司 · 日本（JPN）                                                               |
| 1988 汉城       | Vladimir Artemov · 苏联（URS） · Valeri Liukin · 苏联（URS） | 未颁发                                                            | 霍尔格·贝伦特 · 东德（GDR） · 马里乌斯·盖尔曼 · 罗马尼亚（ROU）                        |
| 1992 巴塞罗那   | 特伦特·迪马斯 · 美国（USA）                                  | 安德烈亚斯·韦克 · 德国（GER） · Grigory Misutin · 独联体（EUN）   | 未颁发                                                                                 |
| 1996 亚特兰大   | 安德烈亚斯·韦克 · 德国（GER）                                | Krasimir Dunev · 保加利亚（BUL）                                  | 范斌 · 中国（CHN） · 阿列克谢·涅莫夫 · 俄罗斯（RUS） · 维塔里·谢尔博 · 白俄罗斯（BLR） |
| 2000 悉尼       | 阿列克谢·涅莫夫 · 俄罗斯（RUS）                              | Benjamin Varonian · 法国（FRA）                                   | 李周炯 · 韩国（KOR）                                                                   |
| 2004 雅典       | 伊戈尔·卡西纳 · 意大利（ITA）                                | 保罗·哈姆 · 美国（USA）                                           | 米田功 · 日本（JPN）                                                                   |
| 2008 北京       | 邹凯 · 中国（CHN）                                           | 乔纳森·霍顿 · 美国（USA）                                         | 法比安·汉布钦 · 德国（GER）                                                            |
| 2012 伦敦       | 埃普克·宗德兰 · 荷兰（NED）                                  | 法比安·汉布钦 · 德国（GER）                                       | 邹凯 · 中国（CHN）                                                                     |
| 2016 里约热内卢 | 法比安·汉布钦 · 德国（GER）                                  | 丹內爾·萊瓦 · 美国（USA）                                         | 尼爾·威爾森 · 英国（GBR）                                                              |
| 2020 东京       | 橋本大輝 · 日本（JPN）                                       | 蒂恩·斯爾比奇 · 克罗地亚（CRO）                                   | 尼基塔·纳戈尔内 · 俄罗斯奥林匹克委员会（ROC）                                          |
| 2024 巴黎       | 岡慎之助 · 日本（JPN）                                       | 安赫尔·巴拉哈斯 · 哥伦比亚（COL）                                 | 张博恒 · 中国（CHN）唐嘉鴻 · 中华台北（TPE）                                           |

#### 双杠
| 届数            | 金牌                                         | 银牌                                  | 铜牌                                                                               |
| 1896 雅典       | 阿尔弗雷德·弗拉托 · 德国（GER）              | 路易斯·楚特 · 瑞士（SUI）             | 未颁发                                                                             |
| 1900 巴黎       | 该届奥运未举办该项目                         | 该届奥运未举办该项目                  | 该届奥运未举办该项目                                                               |
| 1904 圣路易斯   | 乔治·埃泽 · 美国（USA）                      | 安顿·海达 · 美国（USA）               | 约翰·杜哈 · 美国（USA）                                                            |
| 1908–1920       | 期间未举办该项目                             | 期间未举办该项目                      | 期间未举办该项目                                                                   |
| 1924 巴黎       | 奥古斯特·居廷格尔 · 瑞士（SUI）              | 罗伯特·普拉扎克 · 捷克斯洛伐克（TCH） | 乔治·赞波里 · 意大利（ITA）                                                        |
| 1928 阿姆斯特丹 | 拉吉斯拉夫·瓦哈 · 捷克斯洛伐克（TCH）        | 约瑟普·普里莫日奇 · 南斯拉夫（YUG）   | 赫尔曼·汉吉 · 瑞士（SUI）                                                          |
| 1932 洛杉矶     | 罗密欧·内里 · 意大利（ITA）                  | 派勒·伊什特万 · 匈牙利（HUN）         | 海基·萨沃莱宁 · 芬兰（FIN）                                                        |
| 1936 柏林       | 康拉德·弗赖 · 德国（GER）                    | 米夏埃尔·罗伊施 · 瑞士（SUI）         | 阿尔弗雷德·施瓦茨曼 · 德国（GER）                                                  |
| 1948 伦敦       | 米夏埃尔·罗伊施 · 瑞士（SUI）                | 韦科·胡赫塔宁 · 芬兰（FIN）           | 克里斯蒂安·基普费尔 · 瑞士（SUI） · 约瑟夫·斯塔尔德 · 瑞士（SUI）                  |
| 1952 赫尔辛基   | Hans Eugster · 瑞士（SUI）                   | 维克托·丘卡林 · 苏联（URS）           | 约瑟夫·斯塔尔德 · 瑞士（SUI）                                                      |
| 1956 墨尔本     | 维克托·丘卡林 · 苏联（URS）                  | 久保田正躬 · 日本（JPN）              | 小野喬 · 日本（JPN） · 竹本正男 · 日本（JPN）                                      |
| 1960 罗马       | 鮑里斯·沙赫林 · 苏联（URS）                  | 乔瓦尼·卡尔米努奇 · 意大利（ITA）     | 小野喬 · 日本（JPN）                                                               |
| 1964 东京       | 遠藤幸雄 · 日本（JPN）                       | 鹤见修治 · 日本（JPN）                | 佛朗哥·梅尼凯利 · 意大利（ITA）                                                    |
| 1968 墨西哥城   | 中山彰規 · 日本（JPN）                       | Mikhail Voronin · 苏联（URS）         | Viktor Klimenko · 苏联（URS）                                                      |
| 1972 慕尼黑     | 加藤澤男 · 日本（JPN）                       | 笠松茂 · 日本（JPN）                  | 監物永三 · 日本（JPN）                                                             |
| 1976 蒙特利尔   | 加藤澤男 · 日本（JPN）                       | 尼库莱·安德里亚诺夫 · 苏联（URS）     | 塚原光男 · 日本（JPN）                                                             |
| 1980 莫斯科     | 亚历山大·瓦希里耶维奇·特卡切夫 · 苏联（URS） | 阿列克桑德·季佳京 · 苏联（URS）       | 罗兰·布吕克纳 · 东德（GDR）                                                        |
| 1984 洛杉矶     | 巴特·康纳 · 美国（USA）                      | 梶谷信之 · 日本（JPN）                | 米奇·盖洛德 · 美国（USA）                                                          |
| 1988 汉城       | Vladimir Artemov · 苏联（URS）               | Valeri Liukin · 苏联（URS）           | 斯文·蒂佩尔特 · 东德（GDR）                                                        |
| 1992 巴塞罗那   | 维塔里·谢尔博 · 独联体（EUN）                | 李敬 · 中国（CHN）                    | Ihor Korobchynskyi · 独联体（EUN） · 国林耀 · 中国（CHN） · 松永政行 · 日本（JPN） |
| 1996 亚特兰大   | Rustam Sharipov · 乌克兰（UKR）              | Jair Lynch · 美国（USA）              | 维塔里·谢尔博 · 白俄罗斯（BLR）                                                    |
| 2000 悉尼       | 李小鹏 · 中国（CHN）                         | 李周炯 · 韩国（KOR）                  | 阿列克谢·涅莫夫 · 俄罗斯（RUS）                                                    |
| 2004 雅典       | Valeriy Honcharov · 乌克兰（UKR）            | 富田洋之 · 日本（JPN）                | 李小鹏 · 中国（CHN）                                                               |
| 2008 北京       | 李小鹏 · 中国（CHN）                         | 刘源哲 · 韩国（KOR）                  | 安东·福金 · （UZB）                                                                |
| 2012 伦敦       | 冯喆 · 中国（CHN）                           | 马塞尔·阮 · 德国（GER）               | 汉密尔顿·萨博 · 法国（FRA）                                                        |
| 2016 里约热内卢 | 奥列格·维尔尼亚耶夫 · 乌克兰（UKR）          | 丹內爾·萊瓦 · 美国（USA）             | 达维德·别利亚夫斯基 · 俄罗斯（RUS）                                                |
| 2020 东京       | 邹敬园 · 中国（CHN）                         | 盧卡斯·道瑟 · 德国（GER）             | 費爾哈特·阿勒詹 · 土耳其（TUR）                                                    |
| 2024 巴黎       | 邹敬园 · 中国（CHN）                         | 伊利亞·科夫頓 · 乌克兰（UKR）         | 岡慎之助 · 日本（JPN）                                                             |

#### 鞍马
| 届数            | 金牌 | 银牌                                                           | 铜牌                                                              |
| 1896 雅典       | 路易斯·楚特 · 瑞士（SUI）                                                                               | 赫尔曼·魏因加特纳 · 德国（GER）                                | 未颁发                                                            |
| 1900 巴黎       | 该届奥运未举办该项目                                                                                    | 该届奥运未举办该项目                                           | 该届奥运未举办该项目                                              |
| 1904 圣路易斯   | 安顿·海达 · 美国（USA）                                                                                 | 乔治·埃泽 · 美国（USA）                                        | 威廉·默茨 · 美国（USA）                                           |
| 1908–1920       | 期间未举办该项目                                                                                        | 期间未举办该项目                                               | 期间未举办该项目                                                  |
| 1924 巴黎       | 约瑟夫·威廉 · 瑞士（SUI）                                                                               | Jean Gutweninger · 瑞士（SUI）                                 | Antoine Rebetez · 瑞士（SUI）                                     |
| 1928 阿姆斯特丹 | 赫尔曼·汉吉 · 瑞士（SUI）                                                                               | 乔治·米耶 · 瑞士（SUI）                                        | 海基·萨沃莱宁 · 芬兰（FIN）                                       |
| 1932 洛杉矶     | 派勒·伊什特万 · 匈牙利（HUN）                                                                           | 奥梅罗·博诺利 · 意大利（ITA）                                  | 弗兰克·豪博尔德 · 美国（USA）                                     |
| 1936 柏林       | 康拉德·弗赖 · 德国（GER）                                                                               | 欧根·马克 · 瑞士（SUI）                                        | 阿尔贝特·巴赫曼 · 瑞士（SUI）                                     |
| 1948 伦敦       | 帕沃·阿尔托宁 · 芬兰（FIN） · 韦科·胡赫塔宁 · 芬兰（FIN） · 海基·萨沃莱宁 · 芬兰（FIN）                 | 未颁发                                                         | 未颁发                                                            |
| 1952 赫尔辛基   | 维克托·丘卡林 · 苏联（URS）                                                                             | Yevgeny Korolkov · 苏联（URS） · Hrant Shahinyan · 苏联（URS） | 未颁发                                                            |
| 1956 墨尔本     | 鮑里斯·沙赫林 · 苏联（URS）                                                                             | 小野喬 · 日本（JPN）                                           | 维克托·丘卡林 · 苏联（URS）                                       |
| 1960 罗马       | 欧根·埃克曼 · 芬兰（FIN） · 鮑里斯·沙赫林 · 苏联（URS）                                                 | 未颁发                                                         | 鹤见修治 · 日本（JPN）                                            |
| 1964 东京       | 米罗斯拉夫·采拉尔 · 南斯拉夫（YUG）                                                                     | 鹤见修治 · 日本（JPN）                                         | Yury Tsapenko · 苏联（URS）                                       |
| 1968 墨西哥城   | 米罗斯拉夫·采拉尔 · 南斯拉夫（YUG）                                                                     | 奥利·莱霍 · 芬兰（FIN）                                        | Mikhail Voronin · 苏联（URS）                                     |
| 1972 慕尼黑     | Viktor Klimenko · 苏联（URS）                                                                           | 加藤澤男 · 日本（JPN）                                         | 監物永三 · 日本（JPN）                                            |
| 1976 蒙特利尔   | 毛焦尔·佐尔坦 · 匈牙利（HUN）                                                                           | 監物永三 · 日本（JPN）                                         | 尼库莱·安德里亚诺夫 · 苏联（URS） · 米夏埃尔·尼古拉 · 东德（GDR） |
| 1980 莫斯科     | 毛焦尔·佐尔坦 · 匈牙利（HUN）                                                                           | 阿列克桑德·季佳京 · 苏联（URS）                                | 米夏埃尔·尼古拉 · 东德（GDR）                                     |
| 1984 洛杉矶     | 李宁 · 中国（CHN） · 彼得·维德马 · 美国（USA）                                                          | 未颁发                                                         | 蒂莫西·达格特 · 美国（USA）                                       |
| 1988 汉城       | Dmitry Bilozerchev · 苏联（URS） · 博尔考伊·若尔特 · 匈牙利（HUN） · Lubomir Geraskov · 保加利亚（BUL） | 未颁发                                                         | 未颁发                                                            |
| 1992 巴塞罗那   | 裴吉洙 · 朝鲜（PRK） · 维塔里·谢尔博 · 独联体（EUN）                                                    | 未颁发                                                         | 安德烈亚斯·韦克 · 德国（GER）                                     |
| 1996 亚特兰大   | 李東華 · 瑞士（SUI）                                                                                    | 马里乌斯·乌尔济克 · 罗马尼亚（ROU）                            | 阿列克谢·涅莫夫 · 俄罗斯（RUS）                                   |
| 2000 悉尼       | 马里乌斯·乌尔济克 · 罗马尼亚（ROU）                                                                     | 埃里克·布热德 · 法国（FRA）                                    | 阿列克谢·涅莫夫 · 俄罗斯（RUS）                                   |
| 2004 雅典       | 滕海滨 · 中国（CHN）                                                                                    | 马里乌斯·乌尔济克 · 罗马尼亚（ROU）                            | 鹿岛丈博 · 日本（JPN）                                            |
| 2008 北京       | 肖钦 · 中国（CHN）                                                                                      | 菲利普·乌德 · 克罗地亚（CRO）                                  | 路易斯·史密斯 · 英国（GBR）                                       |
| 2012 伦敦       | 貝爾基·克里斯蒂安 · 匈牙利（HUN）                                                                       | 路易斯·史密斯 · 英国（GBR）                                    | 馬克斯·惠特洛克 · 英国（GBR）                                     |
| 2016 里约热内卢 | 馬克斯·惠特洛克 · 英国（GBR）                                                                           | 路易斯·史密斯 · 英国（GBR）                                    | 亞歷山大·納多爾 · 美国（USA）                                     |
| 2020 東京       | 馬克斯·惠特洛克 · 英国（GBR）                                                                           | 李智凱 · 中华台北（TPE）                                       | 萱和磨 · 日本（JPN）                                              |
| 2024 巴黎       | 里斯·麥克萊納根 · 爱尔兰（IRL）                                                                         | 納里曼·庫爾班諾夫 · （KAZ）                                    | 史蒂芬·內多羅西克 · 美国（USA）                                   |

#### 吊环
| 届数            | 金牌                                                           | 银牌                                                              | 铜牌                                                      |
| 1896 雅典       | 扬尼斯·米特罗普洛斯 · 希腊（GRE）                              | 赫尔曼·魏因加特纳 · 德国（GER）                                   | 彼得罗斯·佩尔萨基斯 · 希腊（GRE）                         |
| 1900 巴黎       | 该届奥运未举办该项目                                           | 该届奥运未举办该项目                                              | 该届奥运未举办该项目                                      |
| 1904 圣路易斯   | 赫尔曼·格拉斯 · 美国（USA）                                    | 威廉·默茨 · 美国（USA）                                           | 埃米尔·沃伊特 · 美国（USA）                               |
| 1908–1920       | 期间未举办该项目                                               | 期间未举办该项目                                                  | 期间未举办该项目                                          |
| 1924 巴黎       | 弗朗切斯科·马蒂诺 · 意大利（ITA）                              | 罗伯特·普拉扎克 · 捷克斯洛伐克（TCH）                             | 拉吉斯拉夫·瓦哈 · 捷克斯洛伐克（TCH）                     |
| 1928 阿姆斯特丹 | 莱昂·什图凯利 · 南斯拉夫（YUG）                                | 拉吉斯拉夫·瓦哈 · 捷克斯洛伐克（TCH）                             | 埃马努埃尔·勒夫勒 · 捷克斯洛伐克（TCH）                   |
| 1932 洛杉矶     | 乔治·古拉克 · 美国（USA）                                      | 比尔·登顿 · 美国（USA）                                           | 乔瓦尼·拉图阿达 · 意大利（ITA）                           |
| 1936 柏林       | 阿洛伊斯·胡德茨 · 捷克斯洛伐克（TCH）                          | 莱昂·什图凯利 · 南斯拉夫（YUG）                                   | 马蒂亚斯·福尔茨 · 德国（GER）                             |
| 1948 伦敦       | 卡尔·弗赖 · 瑞士（SUI）                                        | 米夏埃尔·罗伊施 · 瑞士（SUI）                                     | 兹德涅克·鲁日奇卡 · 捷克斯洛伐克（TCH）                   |
| 1952 赫尔辛基   | Hrant Shahinyan · 苏联（URS）                                  | 维克托·丘卡林 · 苏联（URS）                                       | Hans Eugster · 瑞士（SUI） · Dmitri Leonkin · 苏联（URS） |
| 1956 墨尔本     | Albert Azaryan · 苏联（URS）                                   | Valentin Muratov · 苏联（URS）                                    | 竹本正男 · 日本（JPN） · 久保田正躬 · 日本（JPN）         |
| 1960 罗马       | Albert Azaryan · 苏联（URS）                                   | 鮑里斯·沙赫林 · 苏联（URS）                                       | Velik Kapsazov · 保加利亚（BUL） · 小野喬 · 日本（JPN）   |
| 1964 东京       | 早田卓次 · 日本（JPN）                                         | 佛朗哥·梅尼凯利 · 意大利（ITA）                                   | 鮑里斯·沙赫林 · 苏联（URS）                               |
| 1968 墨西哥城   | 中山彰規 · 日本（JPN）                                         | Mikhail Voronin · 苏联（URS）                                     | 加藤澤男 · 日本（JPN）                                    |
| 1972 慕尼黑     | 中山彰規 · 日本（JPN）                                         | Mikhail Voronin · 苏联（URS）                                     | 塚原光男 · 日本（JPN）                                    |
| 1976 蒙特利尔   | 尼库莱·安德里亚诺夫 · 苏联（URS）                              | 阿列克桑德·季佳京 · 苏联（URS）                                   | Danuţ Grecu · 罗马尼亚（ROU）                             |
| 1980 莫斯科     | 阿列克桑德·季佳京 · 苏联（URS）                                | 亚历山大·瓦希里耶维奇·特卡切夫 · 苏联（URS）                      | 伊日·塔巴克 · 捷克斯洛伐克（TCH）                         |
| 1984 洛杉矶     | 具志坚幸司 · 日本（JPN） · 李宁 · 中国（CHN）                  | 未颁发                                                            | 米奇·盖洛德 · 美国（USA）                                 |
| 1988 汉城       | 霍尔格·贝伦特 · 东德（GDR） · Dmitry Bilozerchev · 苏联（URS） | 未颁发                                                            | 斯文·蒂佩尔特 · 东德（GDR）                               |
| 1992 巴塞罗那   | 维塔里·谢尔博 · 独联体（EUN）                                  | 李敬 · 中国（CHN）                                                | 安德烈亚斯·韦克 · 德国（GER）                             |
| 1996 亚特兰大   | 尤里·凯基 · 意大利（ITA）                                      | 达恩·布林克 · 罗马尼亚（ROU） · 乔拉尼·西尔韦斯特 · 匈牙利（HUN） | 未颁发                                                    |
| 2000 悉尼       | 乔拉尼·西尔韦斯特 · 匈牙利（HUN）                              | 迪莫斯塞尼斯·坦帕科斯 · 希腊（GRE）                               | Yordan Yovchev · 保加利亚（BUL）                          |
| 2004 雅典       | 迪莫斯塞尼斯·坦帕科斯 · 希腊（GRE）                            | Yordan Yovchev · 保加利亚（BUL）                                  | 尤里·凯基 · 意大利（ITA）                                 |
| 2008 北京       | 陈一冰 · 中国（CHN）                                           | 杨威 · 中国（CHN）                                                | Oleksandr Vorobiov · 乌克兰（UKR）                        |
| 2012 伦敦       | 阿图尔·扎内蒂 · 巴西（BRA）                                    | 陈一冰 · 中国（CHN）                                              | 馬泰奥·莫蘭迪 · 意大利（ITA）                             |
| 2016 里约热内卢 | 埃莱夫塞里奥斯·佩特鲁尼亚斯 · 希腊（GRE）                      | 阿图尔·扎内蒂 · 巴西（BRA）                                       | 丹尼斯·阿布利亚津 · 俄罗斯（RUS）                         |
| 2020 东京       | 刘洋 · 中国（CHN）                                             | 尤浩 · 中国（CHN）                                                | 埃莱夫塞里奥斯·佩特鲁尼亚斯 · 希腊（GRE）                 |
| 2024 巴黎       | 刘洋 · 中国（CHN）                                             | 邹敬园 · 中国（CHN）                                              | 埃莱夫塞里奥斯·佩特鲁尼亚斯 · 希腊（GRE）                 |

#### 跳马
| 届数            | 金牌                                                             | 银牌                                                                                               | 铜牌 |
| 1896 雅典       | 卡尔·舒曼 · 德国（GER）                                          | 路易斯·楚特 · 瑞士（SUI）                                                                          | 赫尔曼·魏因加特纳 · 德国（GER）                                                                                |
| 1900 巴黎       | 该届奥运未举办该项目                                             | 该届奥运未举办该项目                                                                               | 该届奥运未举办该项目                                                                                           |
| 1904 圣路易斯   | 乔治·埃泽 · 美国（USA）                                          | 安顿·海达 · 美国（USA）                                                                            | 威廉·默茨 · 美国（USA）                                                                                        |
| 1908–1920       | 期间未举办该项目                                                 | 期间未举办该项目                                                                                   | 期间未举办该项目                                                                                               |
| 1924 巴黎       | 弗兰克·克里茨 · 美国（USA）                                      | 扬·考特尼 · 捷克斯洛伐克（TCH）                                                                    | 博胡米尔·莫日科夫斯基 · 捷克斯洛伐克（TCH）                                                                    |
| 1928 阿姆斯特丹 | 欧根·马克 · 瑞士（SUI）                                          | 埃马努埃尔·勒夫勒 · 捷克斯洛伐克（TCH）                                                            | 斯塔内·德尔甘茨 · 南斯拉夫（YUG）                                                                              |
| 1932 洛杉矶     | 萨维诺·古列尔梅蒂 · 意大利（ITA）                                | 阿尔·约基姆 · 美国（USA）                                                                          | 埃德·卡迈克尔 · 美国（USA）                                                                                    |
| 1936 柏林       | 阿尔弗雷德·施瓦茨曼 · 德国（GER）                                | 欧根·马克 · 瑞士（SUI）                                                                            | 马蒂亚斯·福尔茨 · 德国（GER）                                                                                  |
| 1948 伦敦       | 帕沃·阿尔托宁 · 芬兰（FIN）                                      | 奥拉维·罗韦 · 芬兰（FIN）                                                                          | 莫焦罗希-克伦茨·亚诺什 · 匈牙利（HUN） · 保陶基·费伦茨 · 匈牙利（HUN） · 莱奥·索托尔尼克 · 捷克斯洛伐克（TCH） |
| 1952 赫尔辛基   | 维克托·丘卡林 · 苏联（URS）                                      | 竹本正男 · 日本（JPN）                                                                             | 小野喬 · 日本（JPN） · 上迫忠夫 · 日本（JPN）                                                                  |
| 1956 墨尔本     | 赫尔穆特·班茨 · 德国联队（EUA） · Valentin Muratov · 苏联（URS） | 未颁发                                                                                             | Yuri Titov · 苏联（URS）                                                                                       |
| 1960 罗马       | 小野喬 · 日本（JPN） · 鮑里斯·沙赫林 · 苏联（URS）               | 未颁发                                                                                             | Vladimir Portnoi · 苏联（URS）                                                                                 |
| 1964 东京       | 山下治广 · 日本（JPN）                                           | Viktor Lisitsky · 苏联（URS）                                                                      | 汉努·兰塔卡里 · 芬兰（FIN）                                                                                    |
| 1968 墨西哥城   | Mikhail Voronin · 苏联（URS）                                    | 遠藤幸雄 · 日本（JPN）                                                                             | Sergey Diomidov · 苏联（URS）                                                                                  |
| 1972 慕尼黑     | 克劳斯·克斯特 · 东德（GDR）                                      | Viktor Klimenko · 苏联（URS）                                                                      | 尼库莱·安德里亚诺夫 · 苏联（URS）                                                                              |
| 1976 蒙特利尔   | 尼库莱·安德里亚诺夫 · 苏联（URS）                                | 塚原光男 · 日本（JPN）                                                                             | 梶山广司 · 日本（JPN）                                                                                         |
| 1980 莫斯科     | 尼库莱·安德里亚诺夫 · 苏联（URS）                                | 阿列克桑德·季佳京 · 苏联（URS）                                                                    | 罗兰·布吕克纳 · 东德（GDR）                                                                                    |
| 1984 洛杉矶     | 楼云 · 中国（CHN）                                               | 米奇·盖洛德 · 美国（USA） · 具志坚幸司 · 日本（JPN） · 李宁 · 中国（CHN） · 森末慎二 · 日本（JPN） | 未颁发 |
| 1988 汉城       | 楼云 · 中国（CHN）                                               | 西尔维奥·克罗尔 · 东德（GDR）                                                                      | 朴锺勋 · 韩国（KOR）                                                                                           |
| 1992 巴塞罗那   | 维塔里·谢尔博 · 独联体（EUN）                                    | Grigory Misutin · 独联体（EUN）                                                                    | 柳玉烈 · 韩国（KOR）                                                                                           |
| 1996 亚特兰大   | 阿列克谢·涅莫夫 · 俄罗斯（RUS）                                  | 吕洪哲 · 韩国（KOR）                                                                               | 维塔里·谢尔博 · 白俄罗斯（BLR）                                                                                |
| 2000 悉尼       | Gervasio Deferr · 西班牙（ESP）                                  | Alexei Bondarenko · 俄罗斯（RUS）                                                                  | 萊謝克·布拉尼克 · 波兰（POL）                                                                                  |
| 2004 雅典       | Gervasio Deferr · 西班牙（ESP）                                  | Jevgēņijs Saproņenko · 拉脱维亚（LAT）                                                             | 马里安·德勒古列斯库 · 罗马尼亚（ROU）                                                                          |
| 2008 北京       | 萊謝克·布拉尼克 · 波兰（POL）                                    | Thomas Bouhail · 法国（FRA）                                                                       | 安東·戈洛楚茨科夫 · 俄罗斯（RUS）                                                                              |
| 2012 伦敦       | 梁鶴善 · 韩国（KOR）                                             | 丹尼斯·阿布利亚津 · 俄罗斯（RUS）                                                                  | 伊戈尔·拉季维洛夫 · 乌克兰（UKR）                                                                              |
| 2016 里约热内卢 | 李世光 · 朝鲜（PRK）                                             | 丹尼斯·阿布利亚津 · 俄罗斯（RUS）                                                                  | 白井健三 · 日本（JPN）                                                                                         |
| 2020 东京       | 申在煥 · 韩国（KOR）                                             | 丹尼斯·阿布利亚津 · 俄罗斯奥林匹克委员会（ROC）                                                    | 阿尔图尔·达夫强 · 亚美尼亚（ARM）                                                                              |
| 2024 巴黎       | 卡洛斯·埃德里尔·尤洛 · 菲律宾（PHI）                             | 阿尔图尔·达夫强 · 亚美尼亚（ARM）                                                                  | 哈里·赫普沃思 · 英国（GBR）                                                                                    |

### 取消举办项目

#### 棍棒操
| 届数          | 金牌                        | 银牌                        | 铜牌                        |
| 1904 圣路易斯 | 爱德华·亨尼希 · 美国（USA） | 埃米尔·沃伊特 · 美国（USA） | 拉尔夫·威尔逊 · 美国（USA） |

#### 四项全能
| 届数          | 金牌                    | 银牌                    | 铜牌                    |
| 1904 圣路易斯 | 安顿·海达 · 美国（USA） | 乔治·埃泽 · 美国（USA） | 威廉·默茨 · 美国（USA） |

#### 团体自由式
| 届数            | 金牌 | 银牌 | 铜牌 |
| 1912 斯德哥尔摩 | 挪威（NOR） · 伊萨克·亚伯拉罕森 · 汉斯·拜尔 · 哈特曼·比约恩森 · 阿尔弗雷德·恩格尔森 · 比亚内·约翰森 · 西居尔·约根森 · 克努德·莱昂纳德·克努森 · 阿尔夫·利 · 罗尔夫·利 · 托尔·伦 · 彼得·马丁森 · 佩尔·马蒂森 · 雅各布·奥普达尔 · 尼尔斯·奥普达尔 · 比亚内·彼得森 · 弗里肖夫·塞伦 · 厄于斯泰因·席尔默 · 耶奥格·塞勒纽斯 · 西格瓦德·西韦特森 · 罗伯特·许尔森 · 埃纳尔·斯特伦 · 加布里埃尔·托斯滕森 · 托马斯·托斯滕森 · 尼尔斯·福斯 | 芬兰（FIN） · 卡洛·埃克霍尔姆 · 埃诺·福斯特伦 · 埃罗·许韦里宁 · 米科·许韦里宁 · 陶诺·伊尔莫涅米 · 伊尔马里·凯内宁 · 亚尔马里·基文海莫 · 卡尔·伦德 · 阿尔内·佩尔科宁 · 伊尔马里·佩尔纳亚 · 阿尔维德·吕德曼 · 埃诺·萨斯塔莫伊宁 · 阿尔内·萨洛瓦拉 · 海基·萨马尔拉赫蒂 · 汉内斯·西罗拉 · 克劳斯·索梅拉 · 劳里·坦纳 · 韦伊内·蒂里 · 卡洛·韦海迈基 · 卡洛·瓦萨马 | 丹麦（DEN） · 阿克塞尔·安诺生 · 亚尔马特·安诺生 · 哈尔沃·比尔克 · 威廉·格里梅尔曼 · 阿沃尔·汉森 · 克里斯蒂安·马里乌斯·汉森 · 奥格·马里乌斯·汉森 · 卡莱斯·延森 · 亚尔马·彼得·约翰森 · 波尔·约恩森 · 卡尔·克雷布斯 · 维戈·马森 · 卢卡斯·尼尔森 · 里卡尔·诺尔斯特伦 · 斯滕·奥尔森 · 奥卢夫·奥尔松 · 卡尔·彼泽森 · 奥卢夫·彼泽森 · 尼尔斯·彼得森 · 克里斯蒂安·斯文森 |
| 1920 安特卫普   | 丹麦（DEN） · 格奥尔·阿尔贝特森 · 鲁道夫·安诺生 · 维戈·迪贝恩 · 奥格·弗兰森 · 胡戈·赫尔斯滕 · 哈里·霍尔姆 · 赫罗尔·延松 · 罗伯特·约翰森 · 克里斯蒂安·尤尔 · 威廉·朗厄 · 斯文·马森 · 彼泽·马库森 · 彼泽·默勒 · 尼尔斯·图林·尼尔森 · 斯滕·奥尔森 · 克里斯蒂安·彼泽森 · 汉斯·伦内 · 哈里·瑟伦森 · 克里斯蒂安·托马斯 · 克努兹·费尔梅伦 ·                                                                                           | 挪威（NOR） · 阿尔夫·奥宁 · 卡尔·奥斯 · 约根·安德森 · 古斯塔夫·拜尔 · 约根·比约恩斯塔 · 阿斯比约恩·博达尔 · 艾勒特·伯姆 · 特吕格弗·博耶森 · 因戈尔夫·戴维森 · 哈康·恩德勒松 · 雅各布·埃尔斯塔 · 哈拉尔·费斯塔 · 赫尔曼·赫尔格森 · 彼得·霍尔 · 奥托·约翰内森 · 约翰·安克尔·约翰森 · 托尔比约恩·克里斯托弗森 · 亨里克·尼尔森 · 雅各布·奥普达尔 · 阿图尔·吕德斯特伦 · 弗里肖夫·塞伦 · 比约恩·谢尔佩 · 威廉·斯特芬森 · 奥拉夫·松达尔 · 雷达尔·滕斯贝格 · 劳里茨·维甘-拉森 | 未颁发 |

#### 团体单杠
| 届数      | 金牌 | 银牌   | 铜牌   |
| 1896 雅典 | 德国（GER） · 康拉德·伯克尔 · 阿尔弗雷德·弗拉托 · 古斯塔夫·弗拉托 · 格奥尔格·希尔马 · 弗里茨·霍夫曼 · 弗里茨·曼陀菲尔 · 卡尔·诺伊基希 · 里夏德·罗施特尔 · 古斯塔夫·舒夫特 · 卡尔·舒曼 · 赫尔曼·魏因加特纳 | 未颁发 | 未颁发 |

#### 杆棒
| 届数        | 金牌                    | 银牌                          | 铜牌                        |
| 1932 洛杉矶 | 乔治·罗思 · 美国（USA） | 菲利普·埃伦伯格 · 美国（USA） | 威廉·库勒迈耶 · 美国（USA） |

#### 团体双杠
| 届数      | 金牌 | 银牌 | 铜牌                                                                                                |
| 1896 雅典 | 德国（GER） · 康拉德·伯克尔 · 阿尔弗雷德·弗拉托 · 古斯塔夫·弗拉托 · 格奥尔格·希尔马 · 弗里茨·霍夫曼 · 弗里茨·曼陀菲尔 · 卡尔·诺伊基希 · 里夏德·罗施特尔 · 古斯塔夫·舒夫特 · 卡尔·舒曼 · 赫尔曼·魏因加特纳 | 希腊（GRE） · 尼古劳斯·安德里亚科普洛斯 · 索蒂里奥斯·阿萨纳索普洛斯 · 彼得罗斯·佩尔萨基斯 · 托马斯·克赛纳基斯 | 希腊（GRE） · 扬尼斯·赫里萨菲斯 · 扬尼斯·米特罗普洛斯 · 迪米特里奥斯·伦兹拉斯 · 菲利波斯·卡尔韦拉斯 |

#### 爬绳
| 届数            | 金牌                                    | 银牌                            | 铜牌                                                                    |
| 1896 雅典       | 尼古劳斯·安德里亚科普洛斯 · 希腊（GRE） | 托马斯·克赛纳基斯 · 希腊（GRE） | 弗里茨·霍夫曼 · 德国（GER）                                             |
| 1900 巴黎       | 该届奥运未举办该项目                    | 该届奥运未举办该项目            | 该届奥运未举办该项目                                                    |
| 1904 圣路易斯   | 乔治·埃泽 · 美国（USA）                 | 查尔斯·克劳斯 · 美国（USA）     | 埃米尔·沃伊特 · 美国（USA）                                             |
| 1908–1920       | 期间未举办该项目                        | 期间未举办该项目                | 期间未举办该项目                                                        |
| 1924 巴黎       | 贝德日赫·舒普奇克 · 捷克斯洛伐克（TCH） | 阿尔贝·塞甘 · 法国（FRA）       | 奥古斯特·居廷格尔 · 瑞士（SUI） · 拉吉斯拉夫·瓦哈 · 捷克斯洛伐克（TCH） |
| 1928 阿姆斯特丹 | 该届奥运未举办该项目                    | 该届奥运未举办该项目            | 该届奥运未举办该项目                                                    |
| 1932 洛杉矶     | 雷蒙德·巴斯 · 美国（USA）               | 威廉·加尔布雷思 · 美国（USA）   | 托马斯·康诺利 · 美国（USA）                                             |

#### 横跳马
| 届数      | 金牌                      | 银牌                                                    | 铜牌   |
| 1924 巴黎 | 阿尔贝·塞甘 · 法国（FRA） | 弗朗索瓦·冈格洛夫 · 法国（FRA） · 让·古诺 · 法国（FRA） | 未颁发 |

#### 团体瑞典体操
| 届数            | 金牌 | 银牌 | 铜牌 |
| 1912 斯德哥尔摩 | 瑞典（SWE） · 佩尔·贝蒂尔松 · 卡尔-埃恩弗里德·卡尔贝里 · 尼尔斯·格兰费尔特 · 库尔特·哈策尔 · 奥斯瓦尔德·霍尔姆贝里 · 安德斯·许兰德 · 阿克塞尔·扬瑟 · 博·库尔贝里 · 斯文·兰德贝里 · 佩尔·尼尔松 · 本特·诺雷柳斯 · 阿克塞尔·诺林 · 达尼埃尔·诺林 · 斯文·罗森 · 尼尔斯·西尔弗舍尔德 · 卡尔·西尔弗斯特兰德 · 约翰·瑟伦松 · 英韦·谢恩斯佩茨 · 卡尔-埃里克·斯文松 · 卡尔-约翰·斯文松 · 克努特·托雷尔 · 爱德华·文纳霍尔姆 · 克拉斯-阿克塞尔·韦塞尔 · 戴维·威曼 | 丹麦（DEN） · 彼得·安诺生 · 瓦尔德马尔·博伊吉尔 · 瑟伦·彼得·克里斯滕森 · 英瓦尔·埃里克森 · 乔治·法尔克 · 托基尔·加尔普 · 汉斯·特里尔·汉森 · 约翰内斯·汉森 · 拉斯穆斯·汉森 · 延斯·克里斯蒂安·延森 · 瑟伦·阿尔弗雷兹·延森 · 卡尔·基尔克 · 延斯·基尔克高 · 奥拉夫·凯姆斯 · 卡尔·拉森 · 延斯·彼得·劳尔森 · 马里乌斯·勒菲弗 · 波夫尔·马克 · 埃纳尔·奥尔森 · 汉斯·彼泽森 · 汉斯·艾勒·彼泽森 · 奥拉夫·彼泽森 · 彼泽·拉森·彼泽森 · 阿克塞尔·瑟伦森 · 马丁·陶 · 瑟伦·托尔堡 · 克里斯滕·瓦德高 · 约翰内斯·温特尔 | 挪威（NOR） · 阿图尔·阿蒙森 · 约根·安德森 · 特吕格弗·博耶森 · 耶奥格·布吕斯塔 · 康拉德·克里斯滕森 · 奥斯卡·恩格尔斯塔 · 马里乌斯·埃里克森 · 阿克塞尔·亨利·汉森 · 彼得·霍尔 · 欧根·英厄布雷森 · 奥拉夫·英厄布雷森 · 奥洛夫·雅各布森 · 埃尔林·延森 · 托尔·延森 · 弗里肖夫·奥尔森 · 奥斯卡·奥尔斯塔 · 埃德温·保尔森 · 卡尔·阿尔弗雷德·彼得森 · 保罗·彼得森 · 罗尔夫·罗巴什 · 西居尔·斯梅比埃 · 托尔莱夫·托希尔森                        |
| 1920 安特卫普   | 瑞典（SWE） · 福斯托·阿克 · 阿尔贝特·安德松 · 阿尔维德·安德松-霍尔特曼 · 黑尔格·贝坎德 · 本特·本特松 · 法比安·比约克 · 埃里克·卡彭蒂耶 · 斯图雷·埃里克松 · 康拉德·格兰斯特伦 · 黑尔格·古斯塔夫松 · 奥克·黑格尔 · 蒂勒·赫德曼 · 斯文·约翰松 · 斯文-奥洛夫·荣松 · 卡尔·林达尔 · 埃德蒙·林德马克 · 本特·莫尔贝里 · 弗兰斯·佩尔松 · 克拉斯·塞纳 · 库尔特·舍贝里 · 贡纳尔·瑟德林德 · 约翰·瑟伦松 · 阿尔夫·斯文森 · 约斯塔·特尔纳                             | 丹麦（DEN） · 约翰内斯·比尔克 · 弗雷德·汉森 · 弗雷德里克·汉森 · 克里斯蒂安·奥格·汉森 · 汉斯·雅各布森 · 奥格·约恩森 · 阿尔弗雷兹·弗勒凯·约恩森 · 阿尔弗雷兹·奥勒鲁普·约恩森 · 阿尔内·约恩森 · 克努兹·基尔克勒克 · 延斯·兰贝克 · 克里斯蒂安·拉森 · 克里斯蒂安·马森 · 尼尔斯·埃里克·尼尔森 · 尼尔斯·克里斯蒂安·尼尔森 · 戴恩斯·彼泽森 · 汉斯·彼泽森 · 约翰内斯·彼泽森 · 彼得·多尔夫·彼泽森 · 拉斯穆斯·拉斯穆森 · 汉斯·克里斯蒂安·瑟伦森 · 汉斯·劳里斯·瑟伦森 · 瑟伦·瑟伦森 · 格奥尔·韦斯特 · 奥格·瓦尔特  | 比利时（BEL） · Paul Arets · Léon Bronckaert · Léopold Clabots · Jean-Baptiste Claessens · Léon Darrien · 吕西安·德乌 · 埃内斯特·德勒 · Émile Duboisson · Ernest Dureuil · Joseph Fiems · 马塞尔·汉森 · Louis Henin · Omer Hoffman · Félix Logiest · Charles Maerschalck · René Paenhuijsen · Arnold Pierrot · René Pinchart · Gaspard Pirotte · Augustien Pluys · Léopold Son · Édouard Taeymans · Pierre Thiriar · Henri Verhavert |

#### 三项赛
| 届数          | 金牌                        | 银牌                          | 铜牌                    |
| 1904 圣路易斯 | 阿道夫·施平勒 · 瑞士（SUI） | 尤利乌斯·伦哈特 · 美国（USA） | 威廉·韦伯 · 德国（GER） |

#### 翻筋斗
| 届数        | 金牌                      | 银牌                      | 铜牌                      |
| 1932 洛杉矶 | 罗兰·沃尔夫 · 美国（USA） | 埃德·格罗斯 · 美国（USA） | 威廉·赫尔曼 · 美国（USA） |

## 蹦床

### 个人
| 届数            | 金牌                                  | 银牌                                 | 铜牌                            |
| 2000 悉尼       | Alexander Moskalenko · 俄罗斯（RUS）  | 吉·华莱士 · （AUS）                  | 马蒂厄·蒂尔容 · 加拿大（CAN）   |
| 2004 雅典       | Yuri Nikitin · 乌克兰（UKR）          | Alexander Moskalenko · 俄罗斯（RUS） | 亨里克·斯特赫利克 · 德国（GER） |
| 2008 北京       | 陆春龙 · 中国（CHN）                  | 贾森·伯内特 · 加拿大（CAN）          | 董栋 · 中国（CHN）              |
| 2012 伦敦       | 董栋 · 中国（CHN）                    | 德米特里·乌沙科夫 · 俄罗斯（RUS）    | 陆春龙 · 中国（CHN）            |
| 2016 里约热内卢 | 乌拉季斯拉乌·汉查罗 · 白俄罗斯（BLR） | 董栋 · 中国（CHN）                   | 高磊 · 中国（CHN）              |
| 2020 东京       | 伊萬·利特維諾維奇 · 白俄罗斯（BLR）   | 董栋 · 中国（CHN）                   | 迪倫·施密特 · 新西兰（NZL）     |